# 내털리 지
내털리 지(Natalie Zea, 1975년 3월 17일 ~ )는 미국의 배우이다.

## 출연 작품

### 영화
- 스탠바이 캅 (2010)
- InSight (2011)
- 짜릿한 폰섹스컴퍼니 (2013, Sweet Talk)
- Grey Lady (2015)
- 탐정 샘슨 (2015, Too Late)
- 퍼킷 리스트 (2019, The F**k-It List)
- Lady Hater (2019) - 단편

### 텔레비전
- CSI: 과학수사대 (2001)
- 쉴드: XX 강력반 (2004)
- 두 남자와 1/2 (2005)
- 위드아웃 어 트레이스 (2006)
- 더티 섹시 머니 (2007-09)
- 헝 (2009)
- 고스트 & 크라임 (2009)
- 로열 페인스 (2009)
- 디펜더스: 유쾌한 변호사들 (2010)
- 로앤오더: 특수범죄 전담반 (2010)
- 저스티파이드 (2010-15)
- 퍼슨 오브 인터레스트 (2011)
- 캘리포니케이션 (2012-13)
- 언더 더 돔 (2013)
- 팔로잉 (2013-14)
- 더 디투어 (2016-19)
- 9-1-1: 론 스타 (2020)
- 라 브레아 (2021-24)